# 特異点定理
特異点定理（とくいてんていり）またはペンローズ・ホーキングの特異点定理（Penrose–Hawking singularity theorems）は、重力は重力の特異点を必要とするかどうか、という問いへの、一般相対性理論による結論のまとめである。
これらの定理は、物質は妥当なエネルギー状況 (energy condition) を満たしているため、この問いに肯定的に回答している。これは、妥当な物質をともなう一般相対性理論の厳密解は、一般相対性理論が崩壊する特異点を含んでいる、ということを示している。

## 詳細
1960年代、時空のもつ大域的構造の研究に取り組んだホーキングとペンローズによって証明された特異点定理には、いくつかのヴァージョンがある。
簡単に説明すると、「光的捕捉面 (trapped null surface) が存在しエネルギー密度が負ではない場合、有限で延長不可能な測地線が存在する」というステートメントである。後半は時空多様体における「特異点」の数学的な定義である。ほとんど一般的な状況で成立するので、一般相対性理論のもとでは特異点の存在は避けられない、と理解してよい。ただし、特異点定理は、特異点の存在について述べるだけであり、特異点の形状や位置を特定するものではない。
物理法則の視点からは、特異点の存在は、因果律を破壊する原因になるので避けたいものである。ブラックホールなどの特異点は、事象の地平面で覆われることで問題にならないが、事象の地平面で覆われない「裸の特異点」が出現すれば物理的に厄介である。ペンローズ はこの立場から、宇宙検閲官仮説 (cosmic censorship conjecture) を提唱した。自然界には裸の特異点は存在しないだろう、という予想である。しかし、この仮説の真偽については、明らかではなく、特殊な状況の数値シミュレーションでは裸の特異点が出現する、という報告もある。
相対性理論の示す特異点はあくまで古典論の範囲においてであり、量子力学的効果が無視できなくなる領域では相対性理論は破綻すると考えられている。したがって、量子効果を含めた特異点の考察は、ペンローズとホーキングの特異点の範囲外になる。相対論と量子論を融合する理論は量子重力理論と呼ばれており、この理論が特異点を解消、あるいは説明するものと考えられている。量子重力理論は現在多くの理論物理学者が構築中である。